# Herrschaft von Negroponte
Die Herrschaft von Negroponte war ein Feudalterritorium im mittelalterlichen Griechenland. Sie wurde als Folge des vierten Kreuzzuges im Jahr 1205 von den westeuropäisch-lateinischen Kreuzfahrern gegründet und stellt damit einen der Kreuzfahrerstaaten dar. Die Herrschaft stand ihre gesamte Existenz über unter dem dominierenden Einfluss der Republik Venedig, bis die Insel 1470 vom osmanischen Reich annektiert wurde.
Die Herrschaft umfasste die griechische Insel Euböa, die von den Italienern „Negroponte“ (schwarze Brücke) genannt wurde, und wies mit ihrer Dreiteilung eine eigene Besonderheit auf. Die lateinische Herrschaft auf der Insel war in drei Herrschaften unterteilt, das Zentrum mit dem Hauptort Chalkis, der Süden mit Karystos und der Norden mit Oreos. Seine Herren wurden deshalb auch „Dreiherren“ (terzieri oder triarchs) genannt. Zeitweilig waren sogar diese Drittel unterteilt, weshalb bis zu sechs Herren (sestieri oder hexarchs) gleichzeitig auf Negroponte amtierten.

## Geschichte

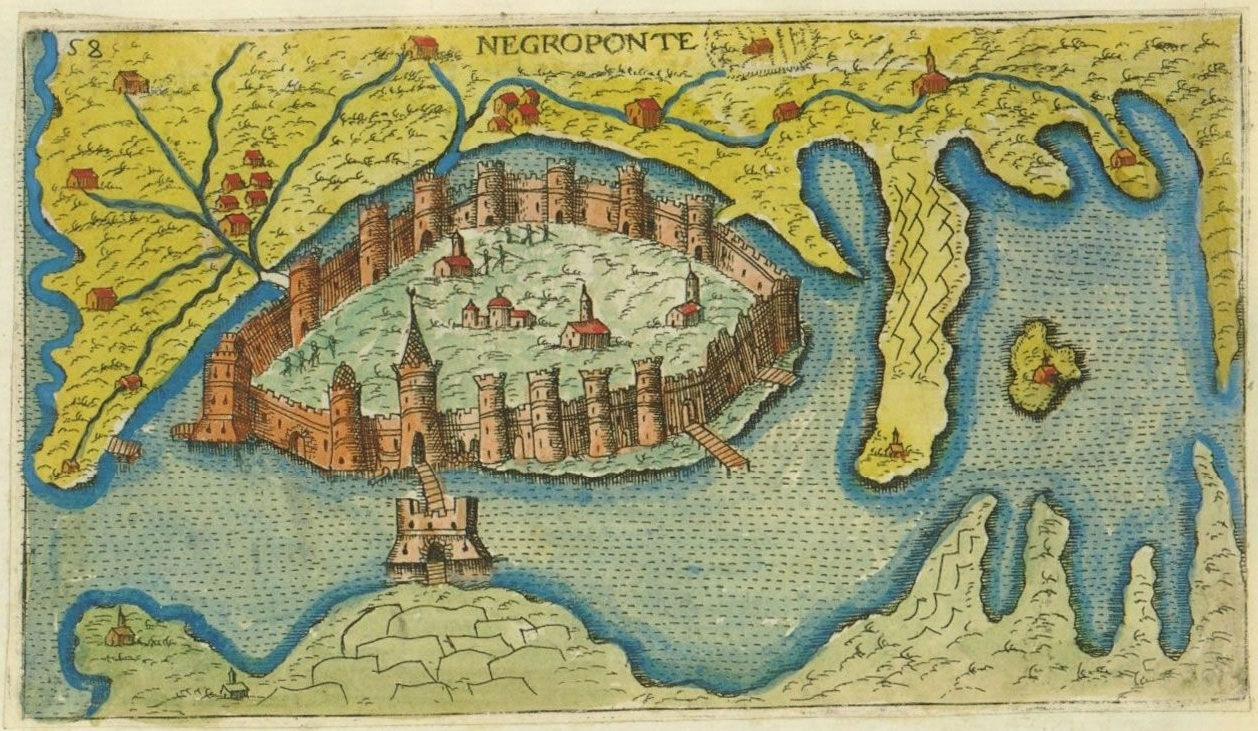
Giacomo (Jacomo) Franco: Chalkis, 1597

Die lateinische Herrschaft auf Negroponte wurde im Frühjahr 1205 von Bonifatius von Montferrat als ein Lehen seines Königreichs Thessaloniki gegründet, indem er seinem flämischen Gefolgsmann Jacques d’Avesnes die Herrschaft über die Insel anvertraute. Mit der Erlaubnis seines Lehnsherrn teilte Avesnes im August 1205 Negroponte in drei Afterlehen ein, die er an italienisch-lombardische Ritter vergab. Als Avesnes um 1209 gestorben war, wurde einer dieser lombardischen Herren, Ravano dalle Carceri, der nächste Alleinherr, da auch seine zwei Kollegen entweder schon gestorben oder in die italienische Heimat abgereist waren.
Obwohl Ravano nach einer gescheiterten Revolte die Oberhoheit des lateinischen Kaisers von Konstantinopel, Heinrich, anerkennen musste begründete er den dominierenden Einfluss Venedigs auf Negroponte, indem er ab 1211 einen venezianischen Bailò als ständigen Vertreter der „Serenissima“ duldete. Auf den Tod Ravanos im Jahr 1216 wurde die Herrschaft auf der Insel erneut und nun dauerhaft dreigeteilt und mit dem Tod Kaiser Heinrichs im selben Jahr übernahm nun Venedig  endgültig die Oberherrschaft über die Dreiherren, die aus venezianischen beziehungsweise italienischen Familien hervorgingen. Die Erbfolge in der Dreiherrschaft gestaltete sich kompliziert und ist aufgrund mangelnder Quellenlage nur unzureichend nachzuverfolgen. Im 13. Jahrhundert stellten die Familien der dalle Carceri und da Verona die Dreiherren, die dann von den Familien der Ghisi, Giustiniani, Sommaripa, Zorzi und Noë beerbt wurden.
1255 beanspruchte der Fürst von Achaia, Wilhelm II. von Villehardouin, die Herrschaft in Oreos und brach damit einen Krieg mit Venedig vom Zaun, der 1262 mit einem Kompromiss endete, indem der Fürst der nominelle Oberherr der Insel wurde, aber auf Oreos zugunsten eines italienischen Herrn verzichtete. Faktisch blieb damit Venedig weiter der bestimmende Faktor auf der Insel. Ab dem Jahr 1276 konnte das byzantinische Reich erstmals seit 1204 wieder auf Negroponte Präsenz zeigen, indem es mit Hilfe des italienischen Söldners Licario das südliche Karystos und weitere Burgen erobern konnte. Aber bis zum Jahr 1296 konnten die Lateiner unter Bonifazio da Verona die Byzantiner wieder vertreiben.
Durch die Eroberung des Herzogtums Athen durch die katalanische Kompanie im Jahr 1311 verlor Negroponte endgültig seine Lehnsbande gegenüber Achaia und nahm nun die Rolle einer venezianischen Kolonie ein. Im Jahr 1470 wurde die Insel schließlich vom osmanischen Reich erobert.
Siehe auch: Liste der Baili von Negroponte